# Ankenesstranda
Ankenesstranda est une localité du comté de Nordland, en Norvège.

## Géographie
Administrativement, Ankenesstranda fait partie de la kommune de Narvik.